# Ryan XF2R Dark Shark
Le Ryan XF2R Dark Shark était un chasseur expérimental américain, construit à la fin des années 1940 pour l'US Navy. Dérivé du FR Fireball, également conçu par la Ryan Aeronautical Company, il combinait également la propulsion par hélice et par turboréacteur. À la différence de son prédécesseur cependant, son hélice à quatre pales Hamilton Standard était entraînée par un turbopropulseur General Electric T31, alors que sur le Fireball elle était entraînée par un moteur à pistons en étoile.

## Développement

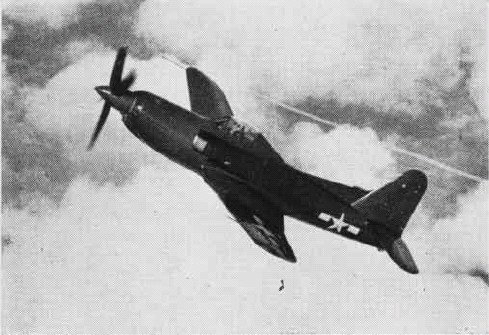
Le prototype du Dark Shark en vol, à la fin des années 1940.

L'installation d'un turbopropulseur procura au Dark Shark un important gain en performances sur le Fireball, mais la marine américaine ne montra cependant que peu d'intérêt pour ce nouvel avion. En effet, les marins avaient abandonné l'idée d'un chasseur à propulsion combinée, et cherchaient plutôt à obtenir un chasseur n'étant propulsé que par réaction.
Toutefois, l'US Air Force montra un peu plus d'intérêt. L'armée de l'air américaine testait alors à ce moment-là le Consolidated Vultee XP-81, de conception similaire, et elle demanda à la compagnie Ryan de modifier le XF2R pour qu'il puisse employer le turboréacteur Westinghouse J34, à la place du General Electric J31 d'origine. Les modifications opérées sur le prototype firent passer sa désignation à XF2R-2, et ses entrées d'air alimentant le turboréacteur furent déplacées sur les côtés de l'avant du fuselage avec des prises NACA, à la place des entrées d'air intégrées au bord d'attaque des ailes, telles qu'elles étaient utilisées au début du projet.
Bien que le Dark Shark se soit montré performant et efficace, il ne dépassa jamais le stade du prototype. Les avions à réaction « purs » lui étaient en effet considérés comme supérieurs.